# Aphonopelma heterops
Aphonopelma heterops là một loài nhện trong họ Theraphosidae.
Loài này thuộc chi Aphonopelma. Aphonopelma heterops được Ralph Vary Chamberlin miêu tả năm 1940.